# Chelanops atlanticus
Espèce
Chelanops atlanticus est une espèce de pseudoscorpions de la famille des Chernetidae.

## Distribution
Cette espèce est endémique de Tristan da Cunha.

## Publication originale
- Beier, 1955 : Pseudoscorpione von Tristan da Cunha. Results of the Norwegian Scientific Expedition to Tristan da Cunha 1937-1938, no 35, p. 7-10.